# Saipán
Saipán es la isla más grande del Estado libre asociado insular estadounidense de las Islas Marianas del Norte situado en el océano Pacífico occidental. Su capital política y administrativa es Garapan. La isla tiene una extensión de 115,39 km², y una población de 62 392 habitantes según el censo de 2000.
Está situada 200 km al norte de Guam, tiene unos 20 km de largo y 9 de ancho. Su punto más alto es el monte Tapochau con 474 m s. n. m., considerado por algunos un volcán extinto, es en realidad una formación de piedra caliza.

## Historia

### Colonización y anexión a España
Saipán, junto a sus vecinos Guam, Rota, Tinian y pequeñas islas al norte fueron habitadas por primera vez cerca del año 2000 a. C.[cita requerida]. El navegante portugués al servicio de la Corona española Fernando de Magallanes fue el primer europeo que divisó la isla y que se encontró con los chamorros en 1521.
La isla fue visitada en 1765 por la nave Thamar, que participaba en el viaje de cincunnavegación que emprendió el navegante británico John Byron. Dejaron constancia de la actividad de los españoles en Saipán: "Un montón de conchas del marisco que produce las perlas, que había en la orilla, y otros muchos vestigios, les hicieron creer que no haría mucho tiempo que habrían llegado a aquella isla algunos navegantes. Puede ser que los españoles fuesen allí en ciertas épocas del año a hacer la pesca de las perlas". 
La isla fue anexionada a España como parte de las Islas Marianas. Cerca de 1815, muchos habitantes de Satawal se asentaron en Saipán durante un período en el que los chamorros habían sido trasladados a Guam, lo que resultó en una pérdida de tierras y de derechos para los nativos.
Se conservan en Garapan las ruinas de la "Old Spanish Tower Church" de la época colonial española.
También la toponimia de la isla conservan nombres de la época colonial española, como son las localidades de San Antonio, San José, San Roque y San Vicente, o la playa de San Juan Beach.

### Dominio del Imperio japonés
En 1899, después de la Guerra hispano-estadounidense, España decidió vender las Marianas, las Carolinas y las Marshall a Estados Unidos, pero el gobierno de William McKinley consideró elevada la suma de dinero solicitada. Todas estas islas, incluyendo a Saipán, fueron vendidas finalmente al Imperio Alemán por unos 4 millones de dólares estadounidenses de la época. El dominio alemán se prolongó hasta el final de la Primera Guerra Mundial y en 1922 el Imperio japonés tomó el control de la isla bajo el Mandato del Pacífico Sur de la Sociedad de Naciones. Los japoneses desarrollaron las industrias pesqueras y del azúcar.
Durante el mandato japonés, los niños nativos fueron obligados a asistir a escuelas japonesas durante seis años, y después podían optar por seguir una carrera de especialización agrícola. La principal producción agrícola de la isla fue la caña de azúcar. La Compañía de Desarrollo del Mar del Sur, de origen japonés, controlaba la mayor parte de la producción de la isla, y muchos empleados japoneses se asentaron en ella.
En los años 30 llenaron la isla de guarniciones que albergaron a las tropas que llegaron después y que en 1941 eran cerca de 30.000. En 1935 construyeron una pista de aterrizaje al sur de Saipán. Poco después se agregó una base para hidroaviones al oeste y una pista para cazas al norte. Algunos oficiales estadounidenses declararon públicamente que Japón estaba convirtiendo a Saipán en una base militar, algo que no estaba permitido en el mandato. En 1937, al desaparecer Amelia Earhart y Fred Noonan, algunos testigos aseguraban haberlos vistos apresados por los japoneses por haber espiado instalaciones militares. Se llevó a cabo una investigación estadounidense al terminar la Segunda Guerra Mundial, pero no se encontró evidencia concluyente. Para diciembre de 1941, Saipán tenía una población de más de 30.000 personas, incluyendo 25.000 colonos japoneses, muchos de ellos procedentes de Okinawa.

### Segunda Guerra Mundial
En marzo de 1943, durante la Segunda Guerra Mundial, Saipán se convirtió en los cuarteles generales de la Segunda Flota de Escoltas de convoyes, unos 16 destructores, 5 fragatas costeras y 5 torpederos. El 3 de marzo de 1944, el América Maru zarpó hacia Japón llevando a 1700 pasajeros, la mayoría familiares de empleados de la Compañía de Desarrollo del Mar del Sur. Abandonaban la isla siguiendo una orden de repatriación de todos los ancianos, mujeres y niños. Tres días después, el submarino estadounidense USS Nautilus torpedeó el carguero y como resultado murieron 655 personas.
El 15 de junio de 1944, durante la Segunda Guerra Mundial, los marines de los Estados Unidos desembarcaron en las playas del sudoeste de la isla y combatieron en la que se llamó batalla de Saipán para desocupar a los japoneses. Seabees de la Armada de los Estados Unidos también desembarcaron para participar en proyectos de construcción.  Japón consideraba Saipán como parte de la última línea de defensas antes de la tierra natal japonesa, y así se comprometió intensamente en su defensa. Casi todos los 30.000 defensores japoneses resultaron muertos; miles de civiles japoneses murieron también, muchos se arrojaron por el acantilado Banzai. Esta historia también es interpretada en Saipán en el American Memorial Park y el Commonwealth of the Northern Mariana Islands Museum of History and Culture. Después de la guerra, casi todos los colonos japoneses fueron repatriados a Japón. 
La batalla fue llevada al cine por John Woo en la película Windtalkers.

### Unión a los Estados Unidos
Las Islas Marianas se unieron a los Estados Unidos en noviembre de 1986. Durante las negociaciones entre ambas partes se acordó que las Islas Marianas estarían eximidas de ciertas leyes federales, incluyendo algunas sobre el trabajo y sobre inmigración. Un resultado fue un aumento del número de hoteles y del turismo. Sin embargo, docenas de fábricas de ropa abrieron y la fabricación de prendas de vestir se convirtió en la industria más importante de las islas, empleando a cientos de trabajadores extranjeros, al mismo tiempo que etiquetan las prendas con «made in the USA». Estas prendas de bajo coste se venden mayoritariamente en el mercado estadounidense y están exentas de aranceles.

## Demografía
En 1941 vivían en Saipán 30.000 personas y menos de 4.000 de ellos eran nativos; la población aumentó hasta las 62.392 personas según el censo del año 2000, de los cuales casi 12.000 son nativos. Habitan en la isla gran número de extranjeros (debido a la alta contratación de trabajadores) de China, Bangladés, Filipinas, Tailandia, Vietnam y Camboya. Además, un alto porcentaje de la población de la isla incluye inmigrantes de primera generación de Japón, China y Corea, así como de otros estados de Micronesia. La distribución por sexos indica que el 54,8% son mujeres y el 45.2% son hombres. La media de edad de los habitantes de la isla es de 28,7 años, que es mayor que en la mayoría de regiones pacíficas debido a su volumen de trabajadores extranjeros.
El idioma más hablado y oficial es el inglés aunque una minoría (en torno a un 20%) también habla chamorro, lengua igualmente oficial en el país. El carolinio saipanés es la tercera lengua oficial. Se profesa mayoritariamente la religión católica, en algunos cánticos religiosos se utiliza el español. 

### Distribución étnica
| Grupo étnico      | Etnia                   | Población | Porcentaje |
| ----------------- | ----------------------- | --------- | ---------- |
| Asiáticos         | Filipinos               | 16.280    | 26,1%      |
| Asiáticos         | Chinos                  | 15.040    | 24,1%      |
| Asiáticos         | Coreanos                | 1.945     | 3,1%       |
| Asiáticos         | Otros asiáticos         | 962       | 1,5%       |
| Asiáticos         | Japoneses               | 898       | 1,4%       |
| Asiáticos         | Bangladesíes            | 690       | 1,1%       |
| Asiáticos         | Nepalíes                | 170       | 0,3%       |
| Isleños pacíficos | Chamorros               | 11.644    | 18,7%      |
| Isleños pacíficos | Carolinios              | 2.645     | 4,2%       |
| Isleños pacíficos | Palauanos               | 1.642     | 2,6%       |
| Isleños pacíficos | Chuukianos              | 1.382     | 2,2%       |
| Isleños pacíficos | Ponapeños               | 614       | 1%         |
| Isleños pacíficos | Otros isleños pacíficos | 502       | 0,8%       |
| Isleños pacíficos | Yapenses                | 192       | 0,3%       |
| Isleños pacíficos | Marshaleses             | 102       | 0,2%       |
| Isleños pacíficos | Kosraenses              | 51        | 0,1%       |
| Otras etnias      | Mestizos                | 6.037     | 9,7%       |
| Otras etnias      | Blancos                 | 1.211     | 1,8%       |
| Otras etnias      | Otras etnias            | 435       | 0,7%       |
| Otras etnias      | Negros                  | 33        | 0,1%       |

## Flora y fauna

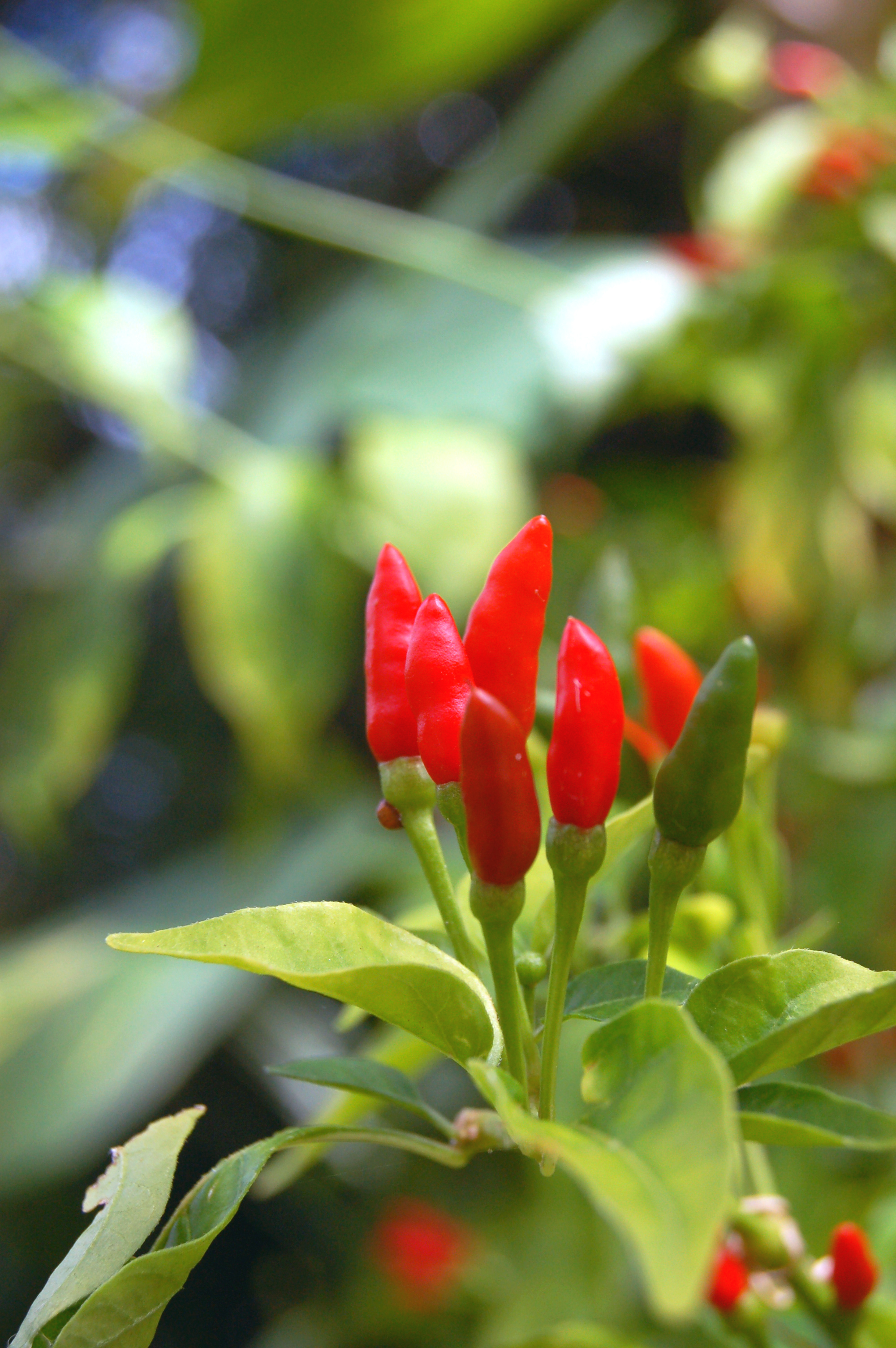
Los pimientos tailandeses crecen silvestremente.

La mayoría de la isla está cubierta de praderas de hierba densa, la selva seca es conocida como Tangan-Tangan. Hay frutos que crecen silvestres como los cocos, las papayas, y los chiles tailandeses, llamados localmente "Donne Sali" o "Pimientos Boonie". También hay frutas cultivadas por los agricultores, como los mangos, los taros, y los plátanos. También es importante la pesca deportiva de atún en la costa.

## Geografía
Estre las islas de Saipán y Tinian se localiza el canal de Saipán, que es un cuerpo de agua clasificado como estrecho que separa la costa sur de la isla de Saipán de la costa norte de la también isla de Tinian.

## Economía
El principal motor económico en Saipán es la fabricación de prendas de vestir, impulsada principalmente por los trabajadores extranjeros (principalmente de China). En marzo de 2007 había 19 empresas de fabricación de ropa. Muchas marcas de ropa populares en los EE. UU. operan en la isla desde hace 3 décadas, como por ejemplo Gap (en 2000 funcionaban 6 fábricas), Levi Strauss, Phillips-Van Heusen, Abercrombie & Fitch, L'Oréal, Ralph Lauren, Lord & Taylor, Tommy Hilfiger y las tiendas por departamento de Wal-mart.
El turismo es desde hace mucho tiempo una fuente vital de ingresos para la isla, aunque ha sufrido un grave descenso desde la crisis económica asiática de mediados de los años 1990, junto con una mala gestión local de la industria. Algunas de las principales compañías aéreas han dejado de ofrecer servicios regulares a la isla.